# MCND
MCND (Hangul: 엠씨엔디; 'Emssiendi'; acrômio para Music Creates New Dream) é um boy group sul-coreano formado pela TOP Media em 2020. É composto por cinco membros, sendo eles: Castle J, BIC, Minjae, Huijun e Win.

## História do grupo
No dia 2 de janeiro de 2020, o grupo teve seu pré-lançamento com o single digital 'Top Gang'. No dia 27 de fevereiro do mesmo ano, debutaram oficialmente com o EP 'into the ICE AGE', contendo cinco músicas, dentre elas 'Top Gang' e a faixa principal da era, 'Ice Age'. Em 09 de abril de 2020, fizeram seu primeiro comeback com o single 'Spring'.
O lançamento do primeiro mini-álbum do grupo aconteceu em 20 de agosto de 2020, com 7 músicas inéditas, todas contando com a participação de alguns membros em suas composições, incluindo a faixa principal, 'nanana'.
Em 13 de agosto de 2020, ganharam seu primeiro prêmio pelo 'K-Wave New Artist Awards 2020' pelo Soribada junto a outros dois grupos, Cravity e TOO.
Já no começo de 2021 (mais especificamente em 07 de janeiro), fizeram mais um comeback, dessa vez com a faixa-título 'Crush (우당탕)'. Um dia depois, o EP ao qual a faixa pertence, intitulado 'MCND AGE', foi lançado, contendo 7 músicas no total. Posteriormente, a sétima faixa do álbum, 'Not over', também ganharia um videoclipe.
Após mais de sete meses sem um lançamento oficial, o grupo volta com mais um mini-álbum em 31 de agosto de 2021, este contendo 6 faixas, incluindo 'Movin'', a música título da era. O EP intitulado 'THE EARTH : SECRET MISSION – Chapter.1' marca o início de uma nova saga do grupo.
Com seu maior período sem um lançamento oficial, 10 meses após o Chapter 1, o quarto mini-álbum do grupo 'THE EARTH : SECRET MISSION – Chapter.2'  foi lançado junto ao videoclipe da sua faixa-título #MOOD no dia 7 de julho de 2022. Após algumas promoções na Coreia do Sul, o grupo partiu em uma turnê mundial passando pela América e pela Ásia, com fansigns e shows.

## Integrantes[1]
| Integrantes    | Integrantes    | Integrantes        | Integrantes        | Integrantes                      | Integrantes                                |
| Nome artístico | Nome artístico | Nome de nascimento | Nome de nascimento | Data de nascimento               | Posições no Grupo                          |
| Romanizado     | Hangul         | Romanizado         | Hangul             | Data de nascimento               | Posições no Grupo                          |
| -------------- | -------------- | ------------------ | ------------------ | -------------------------------- | ------------------------------------------ |
| Castle J       | 캐슬제이       | Son SeongJun       | 손성준             | 31 de maio de 1999 (25 anos)     | Líder, Rapper Principal e Dançarino Líder. |
| BIC            | 빅             | Nam Seungmin       | 남승민             | 25 de abril de 2001 (23 anos)    | Dançarino Principal e Rapper.              |
| Minjae         | 민재           | Song Minjae        | 송민재             | 23 de agosto de 2003 (21 anos)   | Vocalista Líder e Dançarino Líder.         |
| Huijun         | 휘준           | No Huijun          | 노휘준             | 7 de outubro de 2003 (21 anos)   | Vocalista Principal.                       |
| Win            | 윈             | Bang Junhyuk       | 방준혁             | 19 de dezembro de 2004 (20 anos) | Rapper Líder, Visual e Maknae.             |

## Discografia

### Extended plays
| Título                              | Detalhes | Melhores posições nas paradas | Vendas        |
| Título                              | Detalhes | KOR                           | Vendas        |
| ----------------------------------- | --- | ----------------------------- | ------------- |
| Into the Ice Age                    | - Lançamento: 27 de fevereiro de 2020 - Gravadora: TOP Media - Formatos: CD, download digital, streaming Faixas 1. Into the Ice Age 2. Ice Age 3. Stereotypes 4. Hey You 5. Top Gang                                                                              | 4                             | - KOR: 19,586 |
| Earth Age                           | - Lançamento: 20 de agosto de 2020 - Gravadora: TOP Media - Formatos: CD, download digital, streaming Faixas 1. Intro: Earth Age (Intro: 푸른별) 2. Nanana 3. Breathe (숨쉬어) 4. Beautiful 5. Galaxy 6. Bumpin' (쾅쾅쾅)} 7. Outro; Kepler1649c (Outro ; 외딴별) | 3                             | - KOR: 29,665 |
| MCND Age                            | - Lançamento: 8 de janeiro de 2021 - Gravadora: TOP Media - Formatos: CD, download digital, streaming Faixas 1. Intro : MCND Age 2. Crush (우당탕) 3. Louder 4. Ko, Ok! 5. Player 6. Outro; ㅁㅊㄴㄷ 7. Not Over (아직 끝난 거 아이다)                            | 2                             | - KOR: 25,560 |
| The Earth: Secret Mission Chapter.1 | - Lançamento: 31 de agosto de 2021 - Gravadora: TOP Media - Formatos: CD, download digital, streaming Faixas 1. Movin' 2. Cat Waltz 3. BowwowwoW 4. H.B.C 5. Play Pungak 6. REASON                                                                                | 6                             | - KOR: 26,911 |
| The Earth: Secret Mission Chapter.2 | - Lançamento: 7 de julho de 2022 - Gravadora: TOP Media - Formatos: CD, download digital, streaming Faixas 1. W.A.T.1 2. #MOOD 3. BLOW 4. RED SUN 5. JUICE 6. Back To You                                                                                         | 9                             | - KOR: 18,240 |

### Singles
| Título                                                                       | Ano  | Melhores posições nas paradas | Melhores posições nas paradas | Vendas | Álbum                               |
| Título                                                                       | Ano  | KOR                           | US World                      | Vendas | Álbum                               |
| ---------------------------------------------------------------------------- | ---- | ----------------------------- | ----------------------------- | ------ | ----------------------------------- |
| "Top Gang"                                                                   | 2020 | —                             | —                             | —      | Into the Ice Age                    |
| "Ice Age"                                                                    | 2020 | —                             | —                             | —      | Into the Ice Age                    |
| "Spring" (떠)                                                                | 2020 | —                             | —                             | —      | Spring (떠)                         |
| "Nanana"                                                                     | 2020 | —                             | —                             | —      | Earth Age                           |
| "Crush" (우당탕)                                                             | 2021 | —                             | 25                            | —      | MCND Age                            |
| "Movin'"                                                                     | 2021 | —                             | —                             |        | The Earth: Secret Mission Chapter.1 |
| "#MOOD"                                                                      | 2022 | —                             | —                             |        | The Earth: Secret Mission Chapter.2 |
| "—" denota items que não atingiram posição nos charts ou não foram lançados. |      |                               |                               |        |                                     |

## Prêmios e indicações
| Premiação                    | Ano  | Categoria                     | Indicado | Resultado | Ref.   |
| ---------------------------- | ---- | ----------------------------- | -------- | --------- | ------ |
| Asia Artist Awards           | 2020 | Male Singer Popularity Award  | MCND     | Indicado  | [ 11 ] |
| Golden Disc Awards           | 2021 | Rookie Artist of the Year     | MCND     | Indicado  | [ 12 ] |
| Korea First Brand Awards     | 2021 | New Male Artist Award         | MCND     | Indicado  | [ 13 ] |
| Melon Music Awards           | 2020 | New Artist of the Year - Male | MCND     | Indicado  | [ 14 ] |
| Mnet Asian Music Awards      | 2020 | Artist of the Year            | MCND     | Indicado  | [ 15 ] |
| Mnet Asian Music Awards      | 2020 | Best New Male Artist          | MCND     | Indicado  | [ 15 ] |
| Mnet Asian Music Awards      | 2020 | Worldwide Icon of the Year    | MCND     | Indicado  | [ 15 ] |
| Soribada Best K-Music Awards | 2020 | New K-Wave New Artist Award   | MCND     | Venceu    | [ 2 ]  |